# Jonquerets-de-Livet

Jonquerets-de-Livet este o comună în departamentul Eure, Franța. În 1 ianuarie 2018 avea o populație de 342 de locuitori.